# Csehbánya
Csehbánya je vas na Madžarskem, ki upravno spada pod podregijo Ajkai Županije Veszprém.